# Мокрии
Мокри́и (укр. Мокрії, до 2021 г. — Мокриевка) — село,
Черкащанский сельский совет,
Миргородский район,
Полтавская область,
Украина.
Код КОАТУУ — 5323288905. Население по переписи 2001 года составляло 209 человек.
Мокриевка после Войны образована слиянием Мокриева и Шкуркина
Село указано на специальной карте Западной части России Шуберта 1826—1840 годов как хутор Мокриев

## Географическое положение
Село Мокриевка примыкает к селу Запорожцы.
По селу протекает пересыхающий ручей с запрудой.